# Paralia Apella
Paralia Apella (en grec moderne : Παραλία Απελλά ; également connue sous le nom de plage d'Apella) est située sur la côte est de l'île grecque de Kárpathos près du village de Voláda. Avec ses eaux turquoise et sa plage de galets et de sable blancs, la baie en forme de croissant entourée de falaises escarpées est un motif de carte postale et de calendrier bien connu.

## Infrastructures
Jusqu'en 1992, la baie n'était accessible que par un petit sentier pédestre et par la mer. Aujourd'hui, on y accède par une voie pavée (depuis 2007) qui mène de la route principale Kárpathos (ville) - Spoa jusqu'à la baie. Depuis 1996, une taverne et un hébergement sont installés sur le site, ainsi qu'un service de location de parasols.

## Caractéristiques touristiques
À environ 350 mètres au-dessus de la taverne se trouve l'église rupestre byzantine d'Ágios Loukás, dont l'intérieur était à l'origine entièrement peint. Lors d'une importante restauration, les archéologues ont réassemblé les vestiges des murs et peint la voûte en berceau en rouge brique. Lors des travaux, des traces d'anciennes fresques ont été mises à jour : une double croix rouge pâle sur la façade, avec un archange visible à sa gauche. Les fresques décolorées à l'intérieur montrent, notamment, Jean-Baptiste et les Noces de Cana.

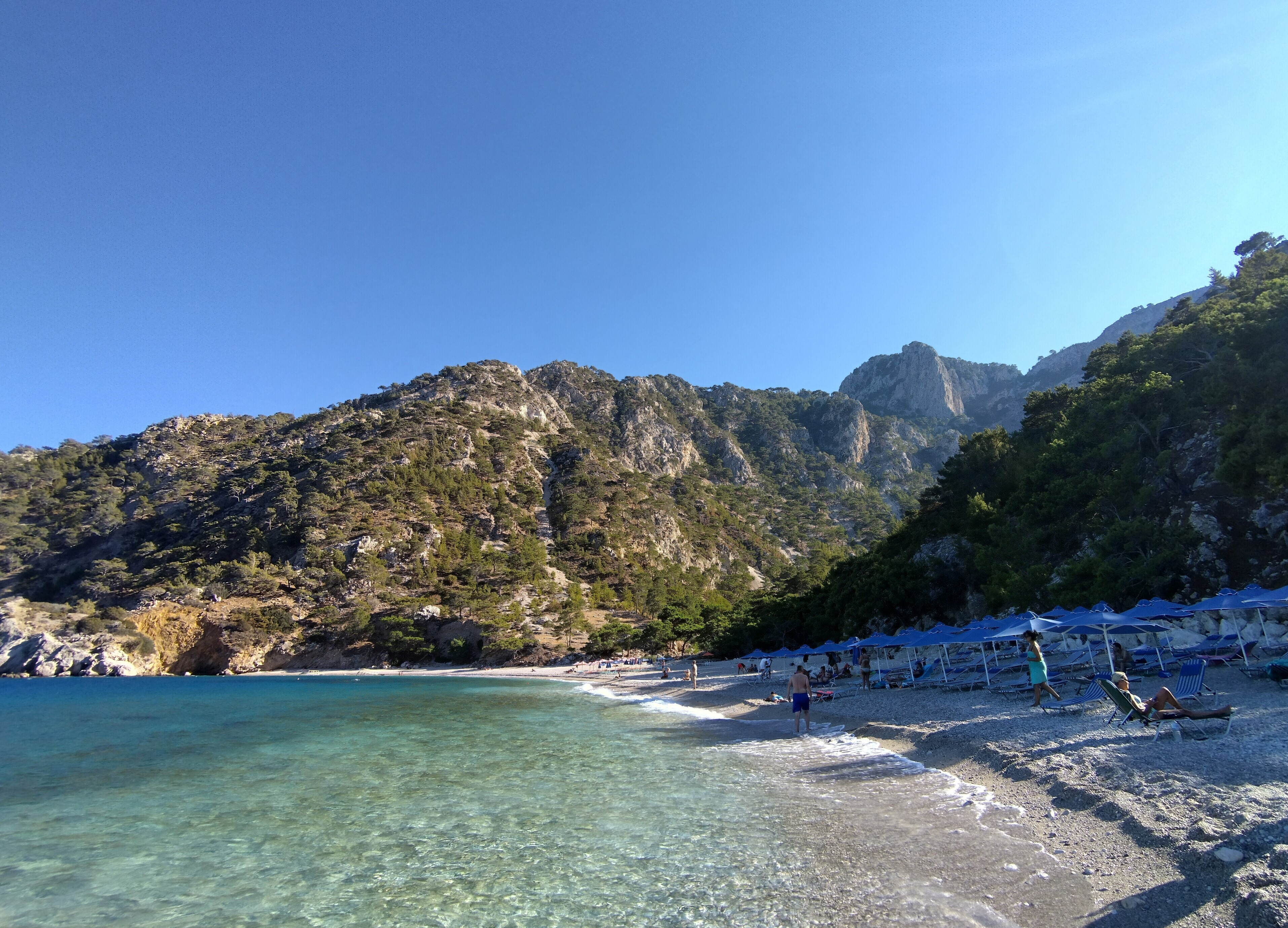
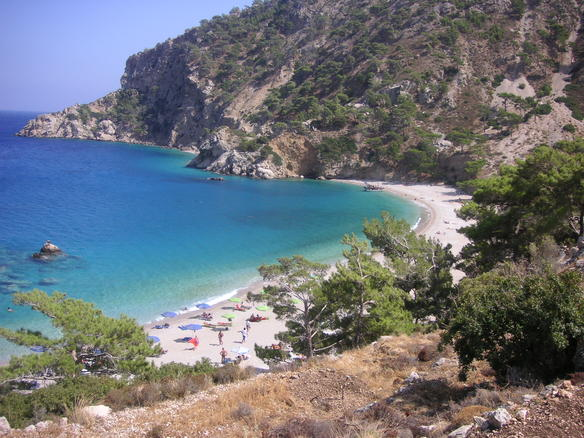
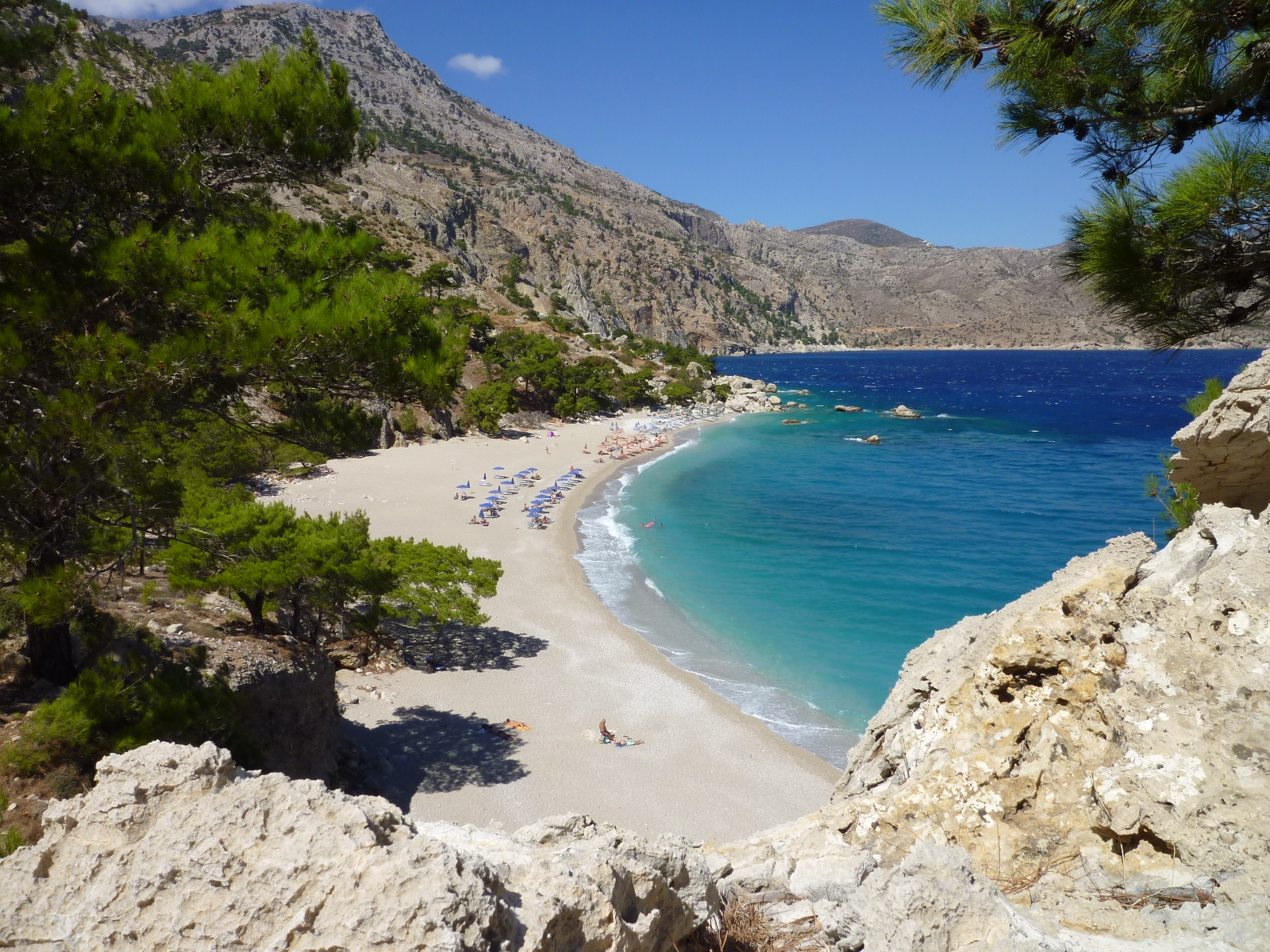

## Liens
- Ouvrage : Antje Schwab, Gunther Schwab, Karpathos ; Editions Verlag Michael Müller, Cologne, 2010  (ISBN 978-3-89953-537-2)